# Football League Cup 1989-1990
La Football League Cup 1989-1990, conosciuta anche con il nome di Littlewoods Challenge Cup per motivi di sponsorizzazione, è stata la 30ª edizione del terzo torneo calcistico più importante del calcio inglese, la 24ª in finale unica. La manifestazione, ebbe inizio il 21 agosto 1989 e si concluse il 29 aprile 1990 con la finale di Wembley.
Il trofeo fu vinto dal Nottingham Forest, che nell'atto conclusivo si impose con il punteggio di 1-0 sull'Oldham Athletic, club di Second Division.

## Formula
La Football League Cup era riservata alle 92 squadre della Football League. Il torneo era composto da scontri ad eliminazione diretta, che prevedevano nel primo e nel secondo turno, due match: regola dei gol in trasferta in caso di parità, ma solo dopo i tempi supplementari ed a seguire eventuali calci di rigore. Analogamente anche le semifinali, si disputavano con il doppio confronto di andata e di ritorno, ma a differenza di quanto accadeva nei primi due round, una parità di gol nell'aggregato anche dopo i supplementari, dava luogo all'effettuazione della partita di ripetizione (quindi niente regola dei gol fuori casa). Mentre dal terzo al quinto turno ed in finale si giocava una singola gara: se l'esito risultava un pareggio si procedeva ad una ripetizione a campi invertiti fino a quando non c'era una vincitrice (in finale invece si rigiocava sempre in campo neutro). Nell'eventualità di un pari anche nel replay si disputavano i tempi supplementari.
|                              | Squadre che entrano in questo turno                                                                    | Squadre qualificate dal turno precedente    |
| ---------------------------- | --- | ------------------------------------------- |
| Primo turno (56 squadre)     | - 24 squadre dalla Fourth Division - 24 squadre dalla Third Division - 8 squadre dalla Second Division |                                             |
| Secondo turno (64 squadre)   | - 20 squadre dalla First Division - 16 squadre dalla Second Division                                   | - 28 squadre vincitrici del primo turno     |
| Terzo turno (32 squadre)     | | - 32 squadre vincitrici del secondo turno   |
| Quarto turno (16 squadre)    | | - 16 squadre vincitrici del terzo turno     |
| Quarti di finale (8 squadre) | | - 8 squadre vincitrici del quarto turno     |
| Semifinali (4 squadre)       | | - 4 squadre vincitrici dei quarti di finale |
| Finale (2 squadre)           | | - 2 squadre vincitrici delle semifinali     |

## Primo turno
| Squadra 1         | Totale | Squadra 2        | Andata         | Ritorno          |
| ----------------- | ------ | ---------------- | -------------- | ---------------- |
|                   |        |                  | 21 agosto 1989 | 29 agosto 1989   |
| Stockport County  | 2 - 1  | Bury             | 1 - 0          | 1 - 1            |
|                   |        |                  | 22 agosto 1989 | 28 agosto 1989   |
| Walsall           | 1 - 3  | Port Vale        | 1 - 2          | 0 - 1            |
|                   |        |                  | 22 agosto 1989 | 29 agosto 1989   |
| Birmingham City   | 3 - 2  | Chesterfield     | 2 - 1          | 1 - 1            |
| Blackpool         | 3 - 2  | Burnley          | 2 - 2          | 1 - 0            |
| Bristol City      | 4 - 5  | Reading          | 2 - 3          | 2 - 2            |
| Cardiff City      | 2 - 3  | Plymouth         | 0 - 3          | 2 - 0            |
| Colchester Utd    | 4 - 6  | Southend Utd     | 3 - 4          | 1 - 2            |
| Crewe Alexandra   | 6 - 0  | Chester City     | 4 - 0          | 2 - 0            |
| Gillingham        | 1 - 7  | Leyton Orient    | 1 - 4          | 0 - 3            |
| Halifax Town      | 3 - 2  | Carlisle Utd     | 3 - 1          | 0 - 1            |
| Huddersfield Town | 3 - 2  | Doncaster        | 1 - 1          | 2 - 1            |
| Hull City         | 1 - 2  | Grimsby Town     | 1 - 0          | 0 - 2 (d.t.s.)   |
| Preston N.E.      | 4 - 7  | Tranmere         | 3 - 4          | 1 - 3            |
| Rochdale          | 3 - 6  | Bolton           | 2 - 1          | 1 - 5            |
| Scarborough       | 3 - 1  | Scunthorpe Utd   | 2 - 0          | 1 - 1            |
| Sheffield Utd     | 1 - 2  | Rotherham Utd    | 1 - 1          | 0 - 1            |
| Shrewsbury Town   | 4 - 1  | Notts County     | 3 - 0          | 1 - 3            |
|                   |        |                  | 22 agosto 1989 | 30 agosto 1989   |
| Cambridge Utd     | 4 - 1  | Maidstone Utd    | 3 - 1          | 1 - 0            |
| Torquay Utd       | 1 - 3  | Hereford Utd     | 1 - 0          | 0 - 3            |
| Wolverhampton     | 3 - 0  | Lincoln City     | 1 - 0          | 2 - 0            |
| Wrexham           | 2 - 0  | Wigan            | 0 - 0          | 0 - 5            |
|                   |        |                  | 22 agosto 1989 | 5 settembre 1989 |
| Mansfield Town    | 3 - 1  | Northampton Town | 1 - 1          | 2 - 0            |
|                   |        |                  | 23 agosto 1989 | 29 agosto 1989   |
| Brighton          | 1 - 4  | Brentford        | 0 - 3          | 1 - 1            |
| Bristol Rovers    | 1 - 2  | Portsmouth       | 1 - 0          | 0 - 2 (d.t.s.)   |
| Exeter City       | 4 - 1  | Swansea City     | 3 - 0          | 1 - 1            |
| Hartlepool Utd    | 4 - 7  | York City        | 3 - 3          | 1 - 4            |
| Peterborough Utd  | 4 - 6  | Aldershot        | 2 - 0          | 2 - 6 (d.t.s.)   |
|                   |        |                  | 23 agosto 1989 | 30 agosto 1989   |
| Fulham            | 3 - 6  | Oxford Utd       | 0 - 1          | 3 - 5            |

## Secondo turno
| Squadra 1         | Totale          | Squadra 2         | Andata            | Ritorno        |
| ----------------- | --------------- | ----------------- | ----------------- | -------------- |
|                   |                 |                   | 18 settembre 1989 | 4 ottobre 1989 |
| Port Vale         | 1 - 5           | Wimbledon FC      | 1 - 2             | 0 - 3          |
|                   |                 |                   | 19 settembre 1989 | 3 ottobre 1989 |
| Arsenal           | 8 - 1           | Plymouth          | 2 - 0             | 6 - 1          |
| Barnsley          | 2 - 2 (4-5 dcr) | Blackpool         | 1 - 1             | 1 - 1 (d.t.s.) |
| Bolton            | 3 - 2           | Watford           | 2 - 1             | 1 - 1          |
| Crewe Alexandra   | 0 - 1           | Bournemouth       | 0 - 1             | 0 - 0          |
| Ipswich Town      | 0 - 2           | Tranmere          | 0 - 1             | 0 - 1          |
| Leyton Orient     | 2 - 4           | Everton           | 0 - 2             | 2 - 2          |
| Mansfield Town    | 5 - 11          | Luton Town        | 3 - 4             | 2 - 7          |
| Oldham Athletic   | 4 - 2           | Leeds Utd         | 2 - 1             | 2 - 1          |
| Shrewsbury Town   | 1 - 6           | Swindon Town      | 0 - 3             | 1 - 3          |
| Sunderland        | 4 - 1           | Fulham            | 1 - 1             | 3 - 0          |
|                   |                 |                   | 19 settembre 1989 | 4 ottobre 1989 |
| Birmingham City   | 2 - 3           | West Ham Utd      | 1 - 2             | 1 - 1          |
| Brentford         | 3 - 5           | Manchester City   | 2 - 1             | 1 - 4          |
| Cambridge Utd     | 2 - 6           | Derby County      | 2 - 1             | 0 - 5          |
| Chelsea           | 3 - 4           | Scarborough       | 1 - 1             | 2 - 3 (d.t.s.) |
| Crystal Palace    | 4 - 4 (gfc)     | Leicester City    | 1 - 2             | 3 - 2 (d.t.s.) |
| Grimsby Town      | 3 - 4           | Coventry City     | 3 - 1             | 0 - 3          |
| Liverpool         | 8 - 2           | Wigan             | 5 - 2             | 3 - 0          |
| Reading           | 3 - 5           | Newcastle Utd     | 3 - 1             | 0 - 4          |
| Stoke City        | 1 - 2           | Millwall          | 1 - 0             | 0 - 2 (d.t.s.) |
|                   |                 |                   | 20 settembre 1989 | 2 ottobre 1989 |
| QPR               | 2 - 1           | Stockport County  | 2 - 1             | 0 - 0          |
|                   |                 |                   | 20 settembre 1989 | 3 ottobre 1989 |
| Exeter City       | 4 - 2           | Blackburn         | 3 - 0             | 1 - 2          |
| Middlesbrough     | 5 - 0           | Halifax Town      | 4 - 0             | 1 - 0          |
| Norwich City      | 3 - 1           | Rotherham Utd     | 1 - 1             | 2 - 0          |
| Nottingham Forest | 4 - 4 (gfc)     | Huddersfield Town | 1 - 1             | 3 - 3 (d.t.s.) |
| Portsmouth        | 2 - 3           | Manchester Utd    | 2 - 3             | 0 - 0          |
| Sheffield Weds    | 8 - 0           | Aldershot         | 0 - 0             | 8 - 0          |
| York City         | 0 - 3           | Southampton       | 0 - 1             | 0 - 2          |
|                   |                 |                   | 20 settembre 1989 | 4 ottobre 1989 |
| Aston Villa       | 3 - 2           | Wolverhampton     | 2 - 1             | 1 - 1          |
| Charlton          | 4 - 1           | Hereford Utd      | 3 - 1             | 1 - 0          |
| Tottenham         | 3 - 3 (gfc)     | Southend Utd      | 1 - 0             | 2 - 3 (d.t.s.) |
| West Bromwich     | 6 - 6 (gfc)     | Bradford City     | 1 - 3             | 5 - 3 (d.t.s.) |

## Terzo turno
| Squadra 1       | Risultato | Squadra 2         |
| --------------- | --------- | ----------------- |
| 23 ottobre 1989 |           |                   |
| Tranmere        | 3 - 2     | Millwall          |
| 24 ottobre 1989 |           |                   |
| Crystal Palace  | 0 - 0     | Nottingham Forest |
| Everton         | 3 - 0     | Luton Town        |
| Southampton     | 1 - 0     | Charlton          |
| Sunderland      | 1 - 1     | Bournemouth       |
| Swindon Town    | 3 - 3     | Bolton            |
| 25 ottobre 1989 |           |                   |
| Arsenal         | 1 - 0     | Liverpool         |
| Aston Villa     | 0 - 0     | West Ham Utd      |
| Derby County    | 2 - 1     | Sheffield Weds    |
| Exeter City     | 3 - 0     | Blackpool         |
| Manchester City | 3 - 1     | Norwich City      |
| Manchester Utd  | 0 - 3     | Tottenham         |
| Middlesbrough   | 1 - 1     | Wimbledon FC      |
| Newcastle Utd   | 0 - 1     | West Bromwich     |
| Oldham Athletic | 7 - 0     | Scarborough       |
| QPR             | 1 - 2     | Coventry City     |

### Replay
| Squadra 1         | Risultato      | Squadra 2      |
| ----------------- | -------------- | -------------- |
| 1 novembre 1989   |                |                |
| Nottingham Forest | 5 - 0          | Crystal Palace |
| 7 novembre 1989   |                |                |
| Bolton            | 1 - 1 (d.t.s.) | Swindon Town   |
| Bournemouth       | 0 - 1          | Sunderland     |
| 8 novembre 1989   |                |                |
| West Ham Utd      | 1 - 0          | Aston Villa    |
| Wimbledon FC      | 1 - 0          | Middlesbrough  |

### Secondo replay
| Squadra 1        | Risultato      | Squadra 2    |
| ---------------- | -------------- | ------------ |
| 14 novembre 1989 |                |              |
| Bolton           | 1 - 1 (d.t.s.) | Swindon Town |

### Terzo replay
| Squadra 1        | Risultato      | Squadra 2 |
| ---------------- | -------------- | --------- |
| 20 novembre 1989 |                |           |
| Swindon Town     | 2 - 1 (d.t.s.) | Bolton    |

## Quarto turno
| Squadra 1         | Risultato | Squadra 2     |
| ----------------- | --------- | ------------- |
| 22 novembre 1989  |           |               |
| Derby County      | 2 - 0     | West Bromwich |
| Manchester City   | 0 - 1     | Coventry City |
| Nottingham Forest | 1 - 0     | Everton       |
| Oldham Athletic   | 3 - 1     | Arsenal       |
| Tranmere          | 2 - 2     | Tottenham     |
| West Ham Utd      | 1 - 0     | Wimbledon FC  |
| 29 novembre 1989  |           |               |
| Exeter City       | 2 - 2     | Sunderland    |
| Swindon Town      | 0 - 0     | Southampton   |

### Replay
| Squadra 1        | Risultato      | Squadra 2    |
| ---------------- | -------------- | ------------ |
| 29 novembre 1989 |                |              |
| Tottenham        | 4 - 0          | Tranmere     |
| 5 dicembre 1989  |                |              |
| Sunderland       | 5 - 2          | Exeter City  |
| 16 gennaio 1990  |                |              |
| Southampton      | 4 - 2 (d.t.s.) | Swindon Town |

## Quarti di finale
| Squadra 1         | Risultato | Squadra 2       |
| ----------------- | --------- | --------------- |
| 17 gennaio 1990   |           |                 |
| Nottingham Forest | 2 - 2     | Tottenham       |
| Sunderland        | 0 - 0     | Coventry City   |
| West Ham Utd      | 1 - 1     | Derby County    |
| 24 gennaio 1990   |           |                 |
| Southampton       | 2 - 2     | Oldham Athletic |

### Replay
| Squadra 1       | Risultato      | Squadra 2         |
| --------------- | -------------- | ----------------- |
| 24 gennaio 1990 |                |                   |
| Coventry City   | 5 - 0          | Sunderland        |
| Derby County    | 0 - 0 (d.t.s.) | West Ham Utd      |
| Tottenham       | 2 - 3          | Nottingham Forest |
| 31 gennaio 1990 |                |                   |
| Oldham Athletic | 2 - 0          | Southampton       |

### Secondo replay
| Squadra 1       | Risultato | Squadra 2    |
| --------------- | --------- | ------------ |
| 31 gennaio 1990 |           |              |
| West Ham Utd    | 2 - 1     | Derby County |

## Semifinali
| Squadra 1         | Totale | Squadra 2     | Andata           | Ritorno          |
| ----------------- | ------ | ------------- | ---------------- | ---------------- |
|                   |        |               | 11 febbraio 1990 | 25 febbraio 1990 |
| Nottingham Forest | 2 - 1  | Coventry City | 2 - 1            | 0 - 0            |
|                   |        |               | 14 febbraio 1990 | 7 marzo 1990     |
| Oldham Athletic   | 6 - 3  | West Ham Utd  | 6 - 0            | 0 - 3            |

## Finale
| Arbitro: | John Martin |

|            |           |  |
| Jemson 47’ | Marcatori |  |

| Nottingham Forest | Oldham Athletic |

| NOTTINGHAM FOREST |    |                   |
|                   |    |                   |
| P                 | 1  | Steve Sutton      |
| D                 | 2  | Brian Laws        |
| D                 | 3  | Stuart Pearce (C) |
| D                 | 4  | Des Walker        |
| D                 | 5  | Steve Chettle     |
| C                 | 6  | Steve Hodge       |
| C                 | 7  | Gary Crosby       |
| C                 | 8  | Garry Parker      |
| A                 | 9  | Nigel Clough      |
| A                 | 10 | Nigel Jemson      |
| C                 | 11 | Franz Carr        |
| A disposizione:   |    |                   |
| D                 | 12 | Terry Wilson      |
| A                 | 14 | Tommy Gaynor      |
| Manager:          |    |                   |
| Brian Clough      |    |                   |

| OLDHAM ATHLETIC |    |                   |     |
|                 |    |                   |     |
| P               | 1  | Andy Rhodes       |     |
| D               | 2  | Denis Irwin       |     |
| D               | 3  | Andy Barlow       |     |
| C               | 4  | Nick Henry        |     |
| D               | 5  | Earl Barrett      |     |
| D               | 6  | Paul Warhurst     |     |
| C               | 7  | Neil Adams        |     |
| A               | 8  | Andy Ritchie      |     |
| A               | 9  | Frankie Bunn      | 46’ |
| C               | 10 | Mike Milligan (C) |     |
| C               | 11 | Rick Holden       |     |
| A disposizione: |    |                   |     |
| A               | 12 | Roger Palmer      | 46’ |
| D               | 14 | Gary Williams     |     |
| Manager:        |    |                   |     |
| Joe Royle       |    |                   |     |

|  |